# Anthracoceros malayanus
Anthracoceros malayanus е вид птица от семейство Носорогови птици (Bucerotidae). Видът е почти застрашен от изчезване.

## Разпространение
Видът е разпространен в Бруней, Индонезия, Малайзия и Тайланд.